# Supercoppa turca 2022 (pallavolo femminile)
La Supercoppa turca 2022, 13ª edizione della supercoppa nazionale di pallavolo femminile, si è svolta il 29 ottobre 2022: al torneo hanno partecipato due squadre di club turche e la vittoria finale è andata per la quarta volta al Fenerbahçe.

## Regolamento
La formula ha previsto una gara unica.

## Squadre partecipanti
| Squadra    | Qualificazione                                               |
| ---------- | ------------------------------------------------------------ |
| Fenerbahçe | Finalista Coppa di Turchia 2021-22                           |
| VakıfBank  | Vincitrice Sultanlar Ligi 2021-22 / Coppa di Turchia 2021-22 |

## Torneo
| 29 ottobre 2022 Burhan Felek Spor Salonu, Istanbul Durata: 1h:28 - Spettatori: 5 140 | VakıfBank | 0 - 3 | Fenerbahçe | 23-25, 21-25, 21-25 |